# Вулиця Київська (Біла Церква)
Вулиця Київська  — одна з вулиць у місті Біла Церква. Названа на честь свого призначення, яке полягає у безпосередньому сполученні міста з автошляхом Е95, а відтак і з Києвом. Від назви вулиці свою назву отримало найбільше кладовище Білої Церкви — Старокиївське, де перепоховані графи Олександра та Ксаверій Браницькі.

## Загальна інформація
Попередньо вулиця Київська носила назву Поштова, пізніше — Перша Київська, за напрямом дороги, що вела до Києва. Окрім Першої Київської вулиці існували також Друга Київська та Третя Київська. З часом їх було забудовано і на сьогодні залишилася лише одна — Київська.
До початку 1920 року вулиця Київська починалась від Замкової гори, в напрямку північного заходу на північний схід. У 1930-ті роки межу міста було перенесено далі на північ і частину дороги у напрямку Василькова включено до складу Київської вулиці. У 1939 її було перейменовано на честь російського письменника Максима Горького. Рішенням Білоцерківського міськвиконкому від 21 серпня 1992 року вулицю Горького було знову перейменовано і при цьому розділено на дві частини. Першу, що належала старому місту, названо на честь його засновника — вулицею Ярослава Мудрого. Іншій частині вулиці було повернено її історичну назву — Київська.
Сучасна вулиця Київська бере початок на перехрещенні з рухом по колу вулиць Осипенко, Ярослава Мудрого та Сквирське шосе, й простягається на північний схід, де продовжується автобільною трасою E95.

## Сполучення з іншими вулицями
Вулиця Київська має з'єднання або перехрестя з вулицями:
- вулиця Ярослава Мудрого
- вулиця Сквирське шосе
- вулиця Василя Симоненко
- вулиця Сухоярська
- вулиця Київське шосе 8-й кілометр
- вулиця Осипенко
- вулиця Радіщева
- вулиця Глиняна
- провулок Сухоярський

## Установи та підприємства
На вулиці Київській у Білій Церкві знаходяться:
- Старокиївське кладовище
- Новокиївське кладовище № 1
- Церква Ісуса Христа Святих останніх днів
- Навчальний центр по підготовці, перепідготовці та підвищенню кваліфікації кадрів
- Білоцерківське Дорожньо-експлуатаційне управління
- Біофармацевтичний НВК «Біофарма»
- ТОВ «Білоцерківські будматеріали»